# ETA 2824

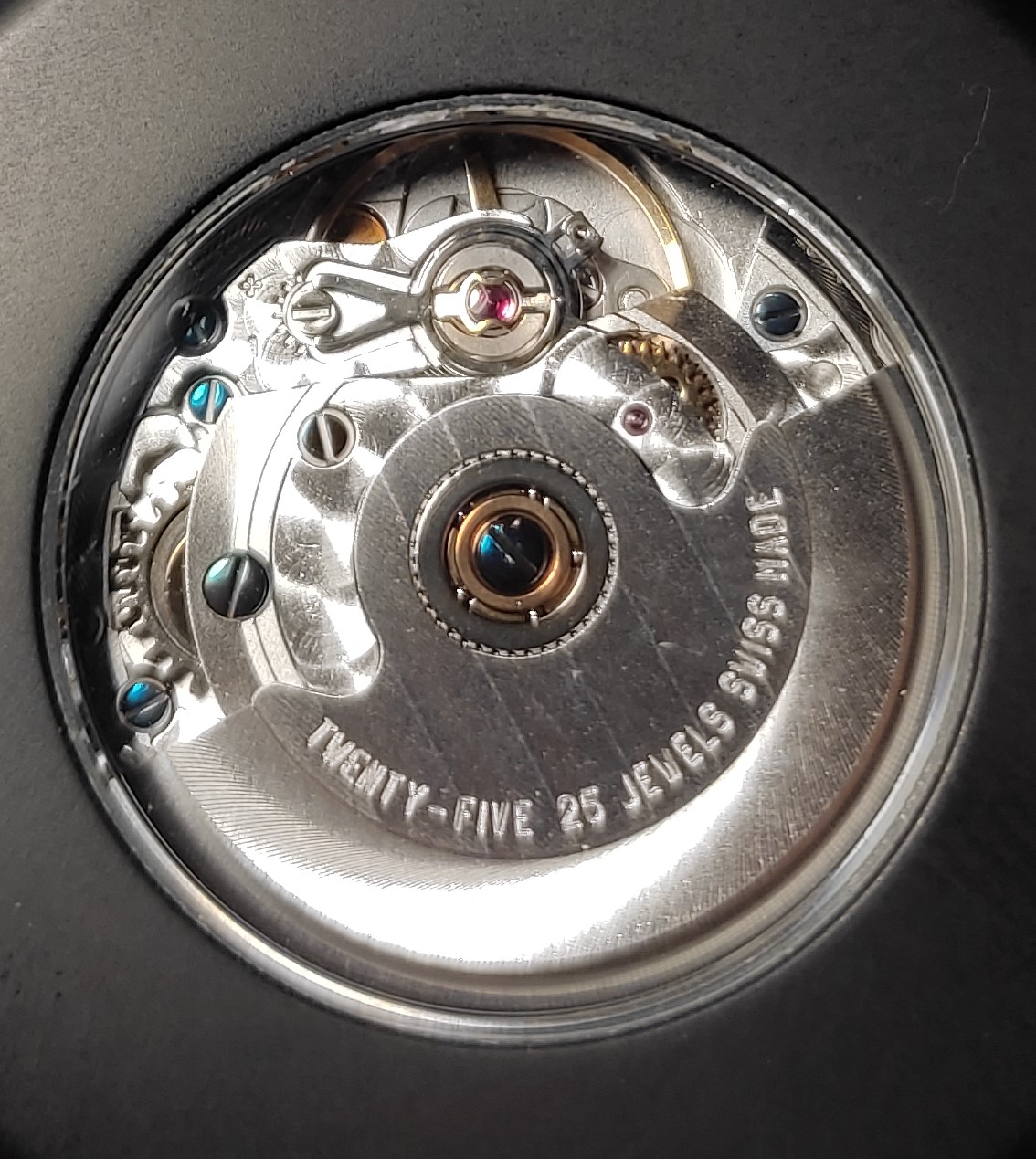
ETA-2824 Élaboré. La décoration dépend du palier de qualité.

 (octobre 2021).
La mise en forme du texte ne suit pas les recommandations de Wikipédia : il faut le « wikifier ».
Les points d'amélioration suivants sont les cas les plus fréquents. Le détail des points à revoir est peut-être précisé sur la page de discussion.
- Les titres sont pré-formatés par le logiciel. Ils ne sont ni en capitales, ni en gras.
- Le texte ne doit pas être écrit en capitales (les noms de famille non plus), ni en gras, ni en italique, ni en « petit »…
- Le gras n'est utilisé que pour surligner le titre de l'article dans l'introduction, une seule fois.
- L'italique est rarement utilisé : mots en langue étrangère, titres d'œuvres, noms de bateaux, etc.
- Les citations ne sont pas en italique mais en corps de texte normal. Elles sont entourées par des guillemets français : « et ».
- Les listes à puces sont à éviter, des paragraphes rédigés étant largement préférés. Les tableaux sont à réserver à la présentation de données structurées (résultats, etc.).
- Les appels de note de bas de page (petits chiffres en exposant, introduits par l'outil «  Source ») sont à placer entre la fin de phrase et le point final[comme ça].
- Les liens internes (vers d'autres articles de Wikipédia) sont à choisir avec parcimonie. Créez des liens vers des articles approfondissant le sujet. Les termes génériques sans rapport avec le sujet sont à éviter, ainsi que les répétitions de liens vers un même terme.
- Les liens externes sont à placer uniquement dans une section « Liens externes », à la fin de l'article. Ces liens sont à choisir avec parcimonie suivant les règles définies. Si un lien sert de source à l'article, son insertion dans le texte est à faire par les notes de bas de page.
- La présentation des références doit suivre les conventions bibliographiques. Il est recommandé d'utiliser les modèles {{Ouvrage}}, {{Chapitre}}, {{Article}}, {{Lien web}} et/ou {{Bibliographie}}. Le mode d'édition visuel peut mettre en forme automatiquement les références.
- Insérer une infobox (cadre d'informations à droite) n'est pas obligatoire pour parachever la mise en page.

Pour une aide détaillée, merci de consulter Aide:Wikification.
Si vous pensez que ces points ont été résolus, vous pouvez retirer ce bandeau et améliorer la mise en forme d'un autre article.
L'ETA 2824 est un mouvement de montre mécanique suisse. Il est l'un des produits les plus répandus de sa classe.
Utilisé très largement sous licence par les grands noms de l'industrie suisse, il porte souvent une dénomination spécifique à chaque marque ; il demeure néanmoins le même mécanisme et seuls certains éléments notamment esthétiques sont modifiés. Il sert également de base pour la fabrication de nombreux mouvements "clones" tels que le Sellita SW200 ou le Seagull chinois, lesquels sont souvent interchangeables avec le mouvement d'origine, mais dont le niveau de qualité peut s'avérer variable.

## Histoire
Développé par l'ancêtre d'ETA (Ébauches SA) et sous l'influence de la maison Eterna pendant les années 1970, alors que l'industrie horlogère suisse était en crise, il s'imposa rapidement comme une option fiable et performante, au coût toutefois modéré de par la mise en place d'une grande chaîne de production industrielle capable de fournir un large panel de fabricants de montres. Assez rapidement, la version 2824-2 est mise sur le marché, avec une amélioration de la fiabilité de certains composants.
Le mouvement est utilisé actuellement par de nombreux fabricants du Swatch Group qui en possède les droits d'auteur, ainsi que par une multitude de petits fabricants dont Swatch n'estime pas qu'ils sont une concurrence directe aux marques de leur groupe. La fourniture des 2824 aux grandes marques concurrentes a progressivement cessé au cours des années 2000 pour être remplacés soit par des mouvements nouveaux, soit bien souvent par des clones de chez Sellita.
L'ETA 2824 est un mouvement "3 aiguilles date" mais il peut aussi être transformé en chronographe ou en GMT par le biais des modules de chez Dubois Depraz,. Le Tissot Powermatic-80 est fabriqué sur cette même base, avec une fréquence réduite et une réserve rallongée.

## Performance

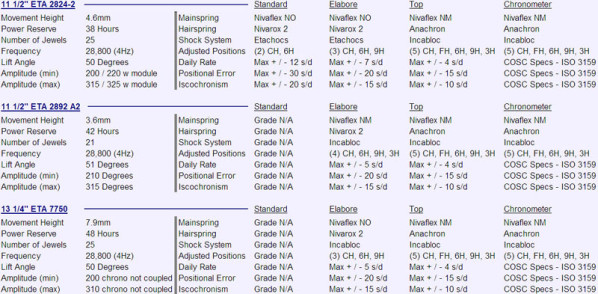
Description des niveaux de qualité des mouvements ETA.

Le mécanisme existe en plusieurs niveaux de qualité, lesquels sont rarement spécifiés par le fabricant mais peuvent parfois être déduits après une inspection détaillée. Ces niveaux correspondent principalement à des standards de contrôle qualité, mais impliquent parfois l'usage de composants légèrement différents. La performance d'un 2824 peut donc fortement varier en fonction du niveau de qualité auquel il est certifié.
Il est décliné dans les niveaux Standard, Élaboré et Top. La certification du COSC étant souvent effectuée a posteriori par le fabricant de montres qui achète le mouvement, les exemplaires certifiés chronomètres sont rarement différents des Top à la sortie d'usine.